# Bonikro
Bonikro est une localité du centre de la Côte d'Ivoire, et appartenant au département de Toumodi, dans la Région des Lacs. La localité de Bonikro est un chef-lieu de commune.